# Blepharita tenera
Blepharita tenera là một loài bướm đêm trong họ Noctuidae.